# يوهان فيلهلم كارل موريتز
يوهان فيلهلم كارل موريتز (بالألمانية: Johann Wilhelm Karl Moritz) (و. 1797 – 1866 م) هو عالم نبات من ألمانيا .